# Tiny Toon Adventures: Buster's Hidden Treasure
Tiny Toon Adventures: Buster's Hidden Treasure est un jeu vidéo de plates-formes développé et édité par Konami, sorti en 1993 sur Mega Drive. Le jeu est fondé sur l'univers fictionnel des Tiny Toons.

## Système de jeu
Il s'agit d'un jeu de plate forme au gameplay qui varie selon les niveaux. Le début du jeu se caractérise par des niveaux rapides, qui se parcourt à la manière d'un Sonic. Par la suite, le jeu se corse et il faut être plus prudent dans les déplacements.
Le jeu bénéficie d'une durée de vie conséquente et faute de pile de sauvegarde, il propose un système de mot de passe pour retrouver sa progression.
Les univers sont variés : la plaine, la montagne, la glace, la forêt, le volcan, l'usine, les mondes sous-marins. Du classique dans un jeu de plateforme sur consoles 16 bits.
À noter que le jeu est une exclusivité Mega Drive, la version super nintendo n'ayant rien à voir avec celle-ci.
Le jeu est sorti en même temps que deux classiques de l'arcade : Two Crude Dudes et Sunset Riders.